# Makoto Hasebe
Makoto Hasebe (長谷部誠?, Hasebe Makoto; Fujieda, 18 gennaio 1984) è un ex calciatore giapponese, di ruolo centrocampista o difensore. Con la nazionale giapponese si è laureato campione d'Asia nel 2011.

## Biografia
È sposato con la modella Arisa Sato.

## Caratteristiche tecniche
Gioca sia come mediano che come difensore centrale, di piede destro, è un giocatore con spirito di sacrificio, in più occasioni con i suoi interventi ha protetto la rete impedendo ai suoi avversari di segnare a porta vuota sostituendosi all'estremo difensore. Anche nel gioco offensivo sa dare il suo contributo, cogliendo le occasioni e a sua volta creandole. È capace di segnare di testa oltre a essere abile nell'esecuzione dei calci di rigore.

## Carriera

### Club

#### Urawa Reds
La sua carriera nel professionismo inizia con l'Urawa Reds Diamonds facendo il suo esordio il 12 maggio 2002 nella sconfitta per 5-1 contro il Nagoya Grampus, la sua prima rete la segnerà nel 2003 nella Coppa del Giappone pareggiando per 1-1 contro il Tokyo Verdy. Segnerà una doppietta nel campionato giapponese battendo per 3-2 il Vissel Kobe. Nell'edizione 2004 della Coppa del Giappone l'Urawa Reds arriverà in finale, e Hasebe segnerà un gol nella partita vinta contro il JEF United Chiba per 2-1, in finale contro il FC Tokyo la partita si concluderà a reti inviolate, e l'Urawa Reds perderà ai rigori per 4-2 sebbene Hasebe calciando dal dischetto è stato capace di segnare. Vincerà l'edizione 2006 della J1 League segnando due reti nel campionato, la prima con il gol del 3-1 nella vittoria ai danni dello Yokohama F. Marinos e la seconda aprendo le marcature vincendo per 3-0 contro il Kyoto Sanga. Otterà la vittoria della AFC Champions League segnando un gol nella vittoria per 2-1 battendo il Jeonbuk Motors e segnerà la rete del 2-2 nella partita che finirà in parità con il Seongnam FC e che l'Urawa Reds vincerà ai rigori per 5-3.

#### Wolfsburg
Nel 2008 inizia a giocare in Germania nella Bundesliga per il Wolfsburg, il suo primo gol è contro il Bayer Leverkusen nel pareggio per 2-2; nella Coppa UEFA otterrà il calcio di rigore che verrà trasformato dal suo compagno Grafite vincendo per 1-0 contro il Rapid Bucarest, e segnerà un gol anche nella sconfitta per 3-1 contro il Paris Saint-Germain. Vincerà l'edizione 2008-2009 del campionato giocando come titolare per tutta la stagione, fornendo anche due assist vincenti battendo l'Hannover 96 per 5-0. Nell'edizione 2009-2010 fornirà al suo compagno Edin Džeko l'assist vincente con cui quest'ultimo segnerà la rete del 2-1 vincendo ai danni del Schalke 04, con un colpo di testa segnerà un gol nella vittoria per 4-2 contro l'Hannover 96. Nella partita contro l'Hoffenheim il portiere Marwin Hitz viene espulso e dato che le sostituzioni erano finite Hasebe ha dovuto giocare al suo posto come portiere e la squadra perde per 3-1: Hasebe è stato il primo calciatore giapponese a giocare come portiere nella Bundesliga.

#### Norimberga e Eintracht Francoforte
Nel 2013 giocherà per il 1. FC Nürnberg prendendo parte a sole quattordici partite per via di una lacerazione al menisco che lo ha tenuto lontano campo per molto tempo, nel 2014 inizierà a giocare per il Eintracht Francoforte vincendo la Coppa di Germania, Hasebe giocherà la finale vinta per 3-1 contro il Bayern Monaco. Segnerà due reti battendo il SV Darmstadt 98 prima nella partita vinta per 2-1, e poi nella seconda con un calcio di rigore prevalendo per 2-0. Con la fascia di capitano gioca la finale di Europa League il 18 maggio 2022 contro i Rangers entrando in campo come difensore nel secondo tempo sostituendo il suo compagno infortunato Tuta, la squadra vince dopo un pareggio di 1-1 ottenendo la vittoria ai rigori per 5-4, all'età di 38 anni Hasebe è il calciatore giapponese più anziano ad aver vinto un titolo continentale europeo.

### Nazionale
Dopo aver ottenuto 6 presenze con la nazionale Under-23 di calcio del Giappone, ha debuttato nella nazionale maggiore l'11 febbraio 2006 nell'amichevole persa per 3-2 contro gli Stati Uniti. In un'amichevole contro il Costa d'Avorio fornisce l'assist vincente con cui il suo compagno di squadra Keiji Tamada segna la rete del 1-0 aggiudicandosi la vittoria. Segnerà il suo primo gol in nazionale nella vittoria per 4-0 contro Hong Kong. È stato un giocatore importante per la sua nazione e ha partecipato ai Mondiali 2010 giocando tutte e quattro le partite. Si rivelerà determinante nella storica vittoria contro l'Argentina in amichevole, dato che dal suo tiro è nato il tap-in vincente con cui Shinji Okazaki ha segnato la rete del 1-0. Vincerà la Coppa d'Asia 2011 segnando un gol nella vittoria per 2-1 battendo la Siria. Viene convocato alla Confederations Cup 2013 giocando due partite su tre. Prenderà nuovamente parte alla coppa del mondo, quella del Mondiale 2014 giocando tutte e tre le partite, inoltre verrà convocato per partecipare nuovamente al campionato continentale, la Coppa d'Asia 2015, nella partita contro gli Emirati Arabi Uniti finita in pareggio per 1-1 il Giappone perderà per 5-4 ai rigori benché Hasabe fosse stato capace di segnare dal dischetto. Ha partecipato anche per il Mondiali 2018, dove ha giocato tutte e 4 le partite della squadra che sorprendentemente si è qualificata agli ottavi di finale dove ha perso per 3-2 all'ultimo minuto di recupero contro il Belgio per 3-2 dopo essere stata avanti di 2 gol. Al termine della manifestazione giocata in Russia Hasebe annuncia il ritiro dalla nazionale.

### Scrittore
Nel 2014 pubblica il suo primo libro "The Order Of The Soul-56 Habits To Reach Victory" che vende in Giappone più di 1,5 milioni copie.

## Statistiche

### Cronologia presenze e gol in nazionale
| Cronologia completa delle presenze e delle reti in nazionale ― Giappone | Cronologia completa delle presenze e delle reti in nazionale ― Giappone | Cronologia completa delle presenze e delle reti in nazionale ― Giappone | Cronologia completa delle presenze e delle reti in nazionale ― Giappone | Cronologia completa delle presenze e delle reti in nazionale ― Giappone | Cronologia completa delle presenze e delle reti in nazionale ― Giappone | Cronologia completa delle presenze e delle reti in nazionale ― Giappone | Cronologia completa delle presenze e delle reti in nazionale ― Giappone |
| Data                                                                    | Città                                                                   | In casa                                                                 | Risultato                                                               | Ospiti                                                                  | Competizione                                                            | Reti                                                                    | Note                                                                    |
| ----------------------------------------------------------------------- | ----------------------------------------------------------------------- | ----------------------------------------------------------------------- | ----------------------------------------------------------------------- | ----------------------------------------------------------------------- | ----------------------------------------------------------------------- | ----------------------------------------------------------------------- | ----------------------------------------------------------------------- |
| 10-2-2006                                                               | San Francisco                                                           | Stati Uniti                                                             | 3 – 2                                                                   | Giappone                                                                | Amichevole                                                              | -                                                                       | 55’                                                                     |
| 22-2-2006                                                               | Yokohama                                                                | Giappone                                                                | 6 – 0                                                                   | India                                                                   | Qual. Coppa d'Asia 2007                                                 | -                                                                       |                                                                         |
| 9-5-2006                                                                | Osaka                                                                   | Giappone                                                                | 1 – 2                                                                   | Bulgaria                                                                | Amichevole                                                              | -                                                                       | 83’                                                                     |
| 9-8-2006                                                                | Tokyo                                                                   | Giappone                                                                | 2 – 0                                                                   | Trinidad e Tobago                                                       | Amichevole                                                              | -                                                                       | 74’                                                                     |
| 4-10-2006                                                               | Yokohama                                                                | Giappone                                                                | 0 – 1                                                                   | Ghana                                                                   | Amichevole                                                              | -                                                                       | 79’                                                                     |
| 11-10-2006                                                              | Bangalore                                                               | India                                                                   | 0 – 3                                                                   | Giappone                                                                | Qual. Coppa d'Asia 2007                                                 | -                                                                       | 46’                                                                     |
| 24-5-2008                                                               | Toyota                                                                  | Giappone                                                                | 1 – 0                                                                   | Costa d'Avorio                                                          | Amichevole                                                              | -                                                                       |                                                                         |
| 27-5-2008                                                               | Saitama                                                                 | Giappone                                                                | 0 – 0                                                                   | Paraguay                                                                | Amichevole                                                              | -                                                                       | 63’                                                                     |
| 2-6-2008                                                                | Yokohama                                                                | Giappone                                                                | 3 – 0                                                                   | Oman                                                                    | Qual. Mondiali 2010                                                     | -                                                                       | 31’                                                                     |
| 7-6-2008                                                                | Mascate                                                                 | Oman                                                                    | 1 – 1                                                                   | Giappone                                                                | Qual. Mondiali 2010                                                     | -                                                                       |                                                                         |
| 14-6-2008                                                               | Bangkok                                                                 | Thailandia                                                              | 0 – 3                                                                   | Giappone                                                                | Qual. Mondiali 2010                                                     | -                                                                       |                                                                         |
| 20-8-2008                                                               | Sapporo                                                                 | Giappone                                                                | 1 – 3                                                                   | Uruguay                                                                 | Amichevole                                                              | -                                                                       |                                                                         |
| 6-9-2008                                                                | Manama                                                                  | Bahrein                                                                 | 2 – 3                                                                   | Giappone                                                                | Qual. Mondiali 2010                                                     | -                                                                       | 84’                                                                     |
| 9-10-2008                                                               | Tokyo                                                                   | Giappone                                                                | 1 – 1                                                                   | Emirati Arabi Uniti                                                     | Amichevole                                                              | -                                                                       |                                                                         |
| 15-10-2008                                                              | Saitama                                                                 | Giappone                                                                | 1 – 1                                                                   | Uzbekistan                                                              | Qual. Mondiali 2010                                                     | -                                                                       |                                                                         |
| 19-11-2008                                                              | Doha                                                                    | Qatar                                                                   | 0 – 3                                                                   | Giappone                                                                | Qual. Mondiali 2010                                                     | -                                                                       |                                                                         |
| 11-2-2009                                                               | Yokohama                                                                | Giappone                                                                | 0 – 0                                                                   | Australia                                                               | Qual. Mondiali 2010                                                     | -                                                                       |                                                                         |
| 28-3-2009                                                               | Saitama                                                                 | Giappone                                                                | 1 – 0                                                                   | Bahrein                                                                 | Qual. Mondiali 2010                                                     | -                                                                       | 76’                                                                     |
| 27-5-2009                                                               | Osaka                                                                   | Giappone                                                                | 4 – 0                                                                   | Cile                                                                    | Amichevole                                                              | -                                                                       | 78’                                                                     |
| 31-5-2009                                                               | Tokyo                                                                   | Giappone                                                                | 4 – 0                                                                   | Belgio                                                                  | Amichevole                                                              | -                                                                       | 46’                                                                     |
| 6-6-2009                                                                | Tashkent                                                                | Uzbekistan                                                              | 0 – 1                                                                   | Giappone                                                                | Qual. Mondiali 2010                                                     | -                                                                       | 89’                                                                     |
| 5-9-2009                                                                | Enschede                                                                | Paesi Bassi                                                             | 3 – 0                                                                   | Giappone                                                                | Amichevole                                                              | -                                                                       |                                                                         |
| 9-9-2009                                                                | Utrecht                                                                 | Giappone                                                                | 4 – 3                                                                   | Ghana                                                                   | Amichevole                                                              | -                                                                       | 63’                                                                     |
| 8-10-2009                                                               | Shizuoka                                                                | Giappone                                                                | 6 – 0                                                                   | Hong Kong                                                               | Qual. Coppa d'Asia 2011                                                 | -                                                                       |                                                                         |
| 14-10-2009                                                              | Rifu                                                                    | Giappone                                                                | 5 – 0                                                                   | Togo                                                                    | Amichevole                                                              | -                                                                       |                                                                         |
| 14-11-2009                                                              | Port Elizabeth                                                          | Sudafrica                                                               | 0 – 0                                                                   | Giappone                                                                | Amichevole                                                              | -                                                                       |                                                                         |
| 18-11-2009                                                              | Hong Kong                                                               | Hong Kong                                                               | 0 – 4                                                                   | Giappone                                                                | Qual. Coppa d'Asia 2011                                                 | 1                                                                       |                                                                         |
| 3-3-2010                                                                | Toyota                                                                  | Giappone                                                                | 2 – 0                                                                   | Bahrein                                                                 | Qual. Coppa d'Asia 2011                                                 | -                                                                       |                                                                         |
| 24-5-2010                                                               | Saitama                                                                 | Giappone                                                                | 0 – 2                                                                   | Corea del Sud                                                           | Amichevole                                                              | -                                                                       |                                                                         |
| 30-5-2010                                                               | Graz                                                                    | Giappone                                                                | 1 – 2                                                                   | Inghilterra                                                             | Amichevole                                                              | -                                                                       | cap.                                                                    |
| 4-6-2010                                                                | Sion                                                                    | Giappone                                                                | 0 – 2                                                                   | Costa d'Avorio                                                          | Amichevole                                                              | -                                                                       | cap.                                                                    |
| 14-6-2010                                                               | Bloemfontein                                                            | Giappone                                                                | 1 – 0                                                                   | Camerun                                                                 | Mondiali 2010 - 1º turno                                                | -                                                                       | cap. 88’                                                                |
| 19-6-2010                                                               | Durban                                                                  | Paesi Bassi                                                             | 1 – 0                                                                   | Giappone                                                                | Mondiali 2010 - 1º turno                                                | -                                                                       | cap. 77’                                                                |
| 24-6-2010                                                               | Rustenburg                                                              | Danimarca                                                               | 1 – 3                                                                   | Giappone                                                                | Mondiali 2010 - 1º turno                                                | -                                                                       | cap.                                                                    |
| 29-6-2010                                                               | Pretoria                                                                | Paraguay                                                                | 0 – 0 dts (5 - 3 dtr)                                                   | Giappone                                                                | Mondiali 2010 - Ottavi di finale                                        | -                                                                       | cap.                                                                    |
| 8-10-2010                                                               | Saitama                                                                 | Giappone                                                                | 1 – 0                                                                   | Argentina                                                               | Amichevole                                                              | -                                                                       | cap. 17’                                                                |
| 12-10-2010                                                              | Seul                                                                    | Corea del Sud                                                           | 0 – 0                                                                   | Giappone                                                                | Amichevole                                                              | -                                                                       | cap.                                                                    |
| 9-1-2011                                                                | Doha                                                                    | Giappone                                                                | 1 – 1                                                                   | Giordania                                                               | Coppa d'Asia 2011 - 1º turno                                            | -                                                                       | cap.                                                                    |
| 13-1-2011                                                               | Doha                                                                    | Siria                                                                   | 1 – 2                                                                   | Giappone                                                                | Coppa d'Asia 2011 - 1º turno                                            | 1                                                                       | cap.                                                                    |
| 17-1-2011                                                               | Al Rayyan                                                               | Giappone                                                                | 5 – 0                                                                   | Arabia Saudita                                                          | Coppa d'Asia 2011 - 1º turno                                            | -                                                                       | cap.                                                                    |
| 21-1-2011                                                               | Doha                                                                    | Giappone                                                                | 3 – 2                                                                   | Qatar                                                                   | Coppa d'Asia 2011 - Quarti di finale                                    | -                                                                       | cap.                                                                    |
| 25-1-2011                                                               | Doha                                                                    | Giappone                                                                | 2 – 2 dts (3-0 dtr)                                                     | Corea del Sud                                                           | Coppa d'Asia 2011 - Semifinale                                          | -                                                                       | cap. 117’                                                               |
| 29-1-2011                                                               | Doha                                                                    | Australia                                                               | 0 – 1 dts                                                               | Giappone                                                                | Coppa d'Asia 2011 - Finale                                              | -                                                                       | cap.                                                                    |
| 1-6-2011                                                                | Niigata                                                                 | Giappone                                                                | 0 – 0                                                                   | Perù                                                                    | Amichevole                                                              | -                                                                       | cap. 89’                                                                |
| 7-6-2011                                                                | Yokohama                                                                | Giappone                                                                | 0 – 0                                                                   | Rep. Ceca                                                               | Amichevole                                                              | -                                                                       | cap.                                                                    |
| 10-8-2011                                                               | Sapporo                                                                 | Giappone                                                                | 3 – 0                                                                   | Corea del Sud                                                           | Amichevole                                                              | -                                                                       | cap. 66’                                                                |
| 2-9-2011                                                                | Saitama                                                                 | Giappone                                                                | 1 – 0                                                                   | Corea del Nord                                                          | Qual. Mondiali 2014                                                     | -                                                                       | cap.                                                                    |
| 6-9-2011                                                                | Tashkent                                                                | Uzbekistan                                                              | 1 – 1                                                                   | Giappone                                                                | Qual. Mondiali 2014                                                     | -                                                                       | cap.                                                                    |
| 7-10-2011                                                               | Kōbe                                                                    | Giappone                                                                | 1 – 0                                                                   | Vietnam                                                                 | Amichevole                                                              | -                                                                       | cap. 46’                                                                |
| 11-10-2011                                                              | Osaka                                                                   | Giappone                                                                | 8 – 0                                                                   | Tagikistan                                                              | Qual. Mondiali 2014                                                     | -                                                                       | cap. 62’                                                                |
| 11-11-2011                                                              | Dushanbe                                                                | Tagikistan                                                              | 0 – 4                                                                   | Giappone                                                                | Qual. Mondiali 2014                                                     | -                                                                       | cap.                                                                    |
| 15-11-2011                                                              | Pyongyang                                                               | Corea del Nord                                                          | 1 – 0                                                                   | Giappone                                                                | Qual. Mondiali 2014                                                     | -                                                                       | cap.                                                                    |
| 29-2-2012                                                               | Toyota                                                                  | Giappone                                                                | 0 – 1                                                                   | Uzbekistan                                                              | Qual. Mondiali 2014                                                     | -                                                                       | cap.                                                                    |
| 23-5-2012                                                               | Fukuroi                                                                 | Giappone                                                                | 2 – 0                                                                   | Azerbaigian                                                             | Qual. Mondiali 2014                                                     | -                                                                       | cap. 46’                                                                |
| 3-6-2012                                                                | Saitama                                                                 | Giappone                                                                | 3 – 0                                                                   | Oman                                                                    | Qual. Mondiali 2014                                                     | -                                                                       | cap.                                                                    |
| 8-6-2012                                                                | Saitama                                                                 | Giappone                                                                | 6 – 0                                                                   | Giordania                                                               | Qual. Mondiali 2014                                                     | -                                                                       | cap. 72’                                                                |
| 12-6-2012                                                               | Brisbane                                                                | Australia                                                               | 1 – 1                                                                   | Giappone                                                                | Qual. Mondiali 2014                                                     | -                                                                       | cap.                                                                    |
| 15-8-2012                                                               | Sapporo                                                                 | Giappone                                                                | 1 – 1                                                                   | Venezuela                                                               | Amichevole                                                              | -                                                                       | cap. 62’                                                                |
| 6-9-2012                                                                | Niigata                                                                 | Giappone                                                                | 1 – 0                                                                   | Emirati Arabi Uniti                                                     | Amichevole                                                              | -                                                                       | cap. 46’                                                                |
| 11-9-2012                                                               | Saitama                                                                 | Giappone                                                                | 1 – 0                                                                   | Iraq                                                                    | Qual. Mondiali 2014                                                     | -                                                                       | cap.                                                                    |
| 12-10-2012                                                              | Saint-Denis                                                             | Francia                                                                 | 0 – 1                                                                   | Giappone                                                                | Amichevole                                                              | -                                                                       | cap. 34’                                                                |
| 16-10-2012                                                              | Breslavia                                                               | Giappone                                                                | 0 – 4                                                                   | Brasile                                                                 | Amichevole                                                              | -                                                                       | cap. 62’                                                                |
| 14-11-2012                                                              | Mascate                                                                 | Oman                                                                    | 1 – 2                                                                   | Giappone                                                                | Qual. Mondiali 2014                                                     | -                                                                       | cap.                                                                    |
| 6-2-2013                                                                | Kōbe                                                                    | Giappone                                                                | 3 – 0                                                                   | Lettonia                                                                | Amichevole                                                              | -                                                                       | cap.                                                                    |
| 22-3-2013                                                               | Doha                                                                    | Giappone                                                                | 2 – 1                                                                   | Canada                                                                  | Amichevole                                                              | -                                                                       | cap.                                                                    |
| 26-3-2013                                                               | Amman                                                                   | Giordania                                                               | 2 – 1                                                                   | Giappone                                                                | Qual. Mondiali 2014                                                     | -                                                                       | cap.                                                                    |
| 30-5-2013                                                               | Toyota                                                                  | Giappone                                                                | 0 – 2                                                                   | Bulgaria                                                                | Amichevole                                                              | -                                                                       | cap. 80’                                                                |
| 4-6-2013                                                                | Saitama                                                                 | Giappone                                                                | 1 – 1                                                                   | Australia                                                               | Qual. Mondiali 2014                                                     | -                                                                       | cap. 22’                                                                |
| 15-6-2013                                                               | Brasilia                                                                | Brasile                                                                 | 3 – 0                                                                   | Giappone                                                                | Conf. Cup 2013 - 1º turno                                               | -                                                                       | cap. 45+1’                                                              |
| 19-6-2013                                                               | Recife                                                                  | Italia                                                                  | 4 – 3                                                                   | Giappone                                                                | Conf. Cup 2013 - 1º turno                                               | -                                                                       | cap. 52’ 90+2’                                                          |
| 14-8-2013                                                               | Rifu                                                                    | Giappone                                                                | 2 – 4                                                                   | Uruguay                                                                 | Amichevole                                                              | -                                                                       | cap. 75’                                                                |
| 6-9-2013                                                                | Osaka                                                                   | Giappone                                                                | 3 – 0                                                                   | Guatemala                                                               | Amichevole                                                              | -                                                                       | cap.                                                                    |
| 10-9-2013                                                               | Yokohama                                                                | Giappone                                                                | 3 – 1                                                                   | Ghana                                                                   | Amichevole                                                              | -                                                                       | cap. 82’                                                                |
| 11-10-2013                                                              | Novi Sad                                                                | Serbia                                                                  | 2 – 0                                                                   | Giappone                                                                | Amichevole                                                              | -                                                                       | cap. 67’                                                                |
| 15-10-2013                                                              | Minsk                                                                   | Bielorussia                                                             | 1 – 0                                                                   | Giappone                                                                | Amichevole                                                              | -                                                                       | cap. 27’                                                                |
| 16-11-2013                                                              | Genk                                                                    | Paesi Bassi                                                             | 2 – 2                                                                   | Giappone                                                                | Amichevole                                                              | -                                                                       | cap. 46’                                                                |
| 19-11-2013                                                              | Bruxelles                                                               | Belgio                                                                  | 2 – 3                                                                   | Giappone                                                                | Amichevole                                                              | -                                                                       | cap.                                                                    |
| 27-5-2014                                                               | Saitama                                                                 | Giappone                                                                | 1 – 0                                                                   | Cipro                                                                   | Amichevole                                                              | -                                                                       | 46’                                                                     |
| 14-6-2014                                                               | Recife                                                                  | Costa d'Avorio                                                          | 2 – 1                                                                   | Giappone                                                                | Mondiali 2014 - 1º turno                                                | -                                                                       | cap. 54’                                                                |
| 19-6-2014                                                               | Natal                                                                   | Giappone                                                                | 0 – 0                                                                   | Grecia                                                                  | Mondiali 2014 - 1º turno                                                | -                                                                       | cap. 12’ 46’                                                            |
| 24-6-2014                                                               | Cuiabá                                                                  | Giappone                                                                | 1 – 4                                                                   | Colombia                                                                | Mondiali 2014 - 1º turno                                                | -                                                                       | cap.                                                                    |
| 14-11-2014                                                              | Toyota                                                                  | Giappone                                                                | 6 – 0                                                                   | Honduras                                                                | Amichevole                                                              | -                                                                       | cap. 78’                                                                |
| 18-11-2014                                                              | Osaka                                                                   | Giappone                                                                | 2 – 1                                                                   | Australia                                                               | Amichevole                                                              | -                                                                       | cap.                                                                    |
| 12-1-2015                                                               | Newcastle                                                               | Giappone                                                                | 4 – 0                                                                   | Palestina                                                               | Coppa d'Asia 2015 - 1º turno                                            | -                                                                       | cap.                                                                    |
| 16-1-2015                                                               | Brisbane                                                                | Iraq                                                                    | 0 – 1                                                                   | Giappone                                                                | Coppa d'Asia 2015 - 1º turno                                            | -                                                                       | cap.                                                                    |
| 20-1-2015                                                               | Melbourne                                                               | Giappone                                                                | 2 – 0                                                                   | Giordania                                                               | Coppa d'Asia 2015 - 1º turno                                            | -                                                                       | cap.                                                                    |
| 23-1-2015                                                               | Sydney                                                                  | Giappone                                                                | 1 – 1 dts (4 - 5 dtr)                                                   | Emirati Arabi Uniti                                                     | Coppa d'Asia 2015 - Quarti di finale                                    | -                                                                       | cap.                                                                    |
| 27-3-2015                                                               | Oita                                                                    | Giappone                                                                | 2 – 0                                                                   | Tunisia                                                                 | Amichevole                                                              | -                                                                       | cap.                                                                    |
| 11-6-2015                                                               | Yokohama                                                                | Giappone                                                                | 4 – 0                                                                   | Iraq                                                                    | Amichevole                                                              | -                                                                       | cap. 76’                                                                |
| 16-6-2015                                                               | Saitama                                                                 | Giappone                                                                | 0 – 0                                                                   | Singapore                                                               | Qual. Mondiali 2018                                                     | -                                                                       | cap.                                                                    |
| 3-9-2015                                                                | Saitama                                                                 | Giappone                                                                | 3 – 0                                                                   | Cambogia                                                                | Qual. Mondiali 2018                                                     | -                                                                       | cap.                                                                    |
| 8-9-2015                                                                | Teheran                                                                 | Afghanistan                                                             | 0 – 6                                                                   | Giappone                                                                | Qual. Mondiali 2018                                                     | -                                                                       | cap. 81’                                                                |
| 8-10-2015                                                               | Seeb                                                                    | Siria                                                                   | 0 – 3                                                                   | Giappone                                                                | Qual. Mondiali 2018                                                     | -                                                                       | cap.                                                                    |
| 13-10-2015                                                              | Teheran                                                                 | Iran                                                                    | 1 – 1                                                                   | Giappone                                                                | Amichevole                                                              | -                                                                       | cap.                                                                    |
| 12-11-2015                                                              | Singapore                                                               | Singapore                                                               | 0 – 3                                                                   | Giappone                                                                | Qual. Mondiali 2018                                                     | -                                                                       | cap.                                                                    |
| 24-3-2016                                                               | Saitama                                                                 | Giappone                                                                | 5 – 0                                                                   | Afghanistan                                                             | Qual. Mondiali 2018                                                     | -                                                                       | cap.                                                                    |
| 29-3-2016                                                               | Saitama                                                                 | Giappone                                                                | 5 – 0                                                                   | Siria                                                                   | Qual. Mondiali 2018                                                     | -                                                                       | cap.                                                                    |
| 3-6-2016                                                                | Toyota                                                                  | Giappone                                                                | 7 – 2                                                                   | Bulgaria                                                                | Amichevole                                                              | -                                                                       | cap. 76’                                                                |
| 7-6-2016                                                                | Suita                                                                   | Giappone                                                                | 1 – 2                                                                   | Bosnia ed Erzegovina                                                    | Amichevole                                                              | -                                                                       | cap. 88’                                                                |
| 1-9-2016                                                                | Saitama                                                                 | Giappone                                                                | 1 – 2                                                                   | Emirati Arabi Uniti                                                     | Qual. Mondiali 2018                                                     | -                                                                       | cap. 100ª presenza                                                      |
| 6-9-2016                                                                | Bangkok                                                                 | Thailandia                                                              | 0 – 2                                                                   | Giappone                                                                | Qual. Mondiali 2018                                                     | -                                                                       | cap.                                                                    |
| 6-10-2016                                                               | Saitama                                                                 | Giappone                                                                | 2 – 1                                                                   | Iraq                                                                    | Qual. Mondiali 2018                                                     | -                                                                       | cap.                                                                    |
| 11-10-2016                                                              | Melbourne                                                               | Australia                                                               | 1 – 1                                                                   | Giappone                                                                | Qual. Mondiali 2018                                                     | -                                                                       | cap.                                                                    |
| 15-11-2016                                                              | Tokyo                                                                   | Giappone                                                                | 2 – 1                                                                   | Arabia Saudita                                                          | Qual. Mondiali 2018                                                     | -                                                                       | cap.                                                                    |
| 31-8-2017                                                               | Saitama                                                                 | Giappone                                                                | 2 – 0                                                                   | Australia                                                               | Qual. Mondiali 2018                                                     | -                                                                       | cap.                                                                    |
| 10-11-2017                                                              | Villeneuve-d'Ascq                                                       | Giappone                                                                | 1 – 3                                                                   | Brasile                                                                 | Amichevole                                                              | -                                                                       | 70’                                                                     |
| 23-3-2018                                                               | Liegi                                                                   | Giappone                                                                | 1 – 1                                                                   | Mali                                                                    | Amichevole                                                              | -                                                                       | cap. 60’                                                                |
| 27-3-2018                                                               | Liegi                                                                   | Giappone                                                                | 1 – 2                                                                   | Ucraina                                                                 | Amichevole                                                              | -                                                                       | cap. 81’                                                                |
| 30-5-2018                                                               | Yokohama                                                                | Giappone                                                                | 0 – 2                                                                   | Ghana                                                                   | Amichevole                                                              | -                                                                       | cap. 76’                                                                |
| 8-6-2018                                                                | Lugano                                                                  | Svizzera                                                                | 2 – 0                                                                   | Giappone                                                                | Amichevole                                                              | -                                                                       | cap. 78’                                                                |
| 19-6-2018                                                               | Saransk                                                                 | Colombia                                                                | 1 – 2                                                                   | Giappone                                                                | Mondiali 2018 - 1º turno                                                | -                                                                       | cap.                                                                    |
| 24-6-2018                                                               | Ekaterinburg                                                            | Giappone                                                                | 2 – 2                                                                   | Senegal                                                                 | Mondiali 2018 - 1º turno                                                | -                                                                       | cap. 90+4’                                                              |
| 28-6-2018                                                               | Volgograd                                                               | Giappone                                                                | 0 – 1                                                                   | Polonia                                                                 | Mondiali 2018 - 1º turno                                                | -                                                                       | 82’                                                                     |
| 2-7-2018                                                                | Rostov sul Don                                                          | Belgio                                                                  | 3 – 2                                                                   | Giappone                                                                | Mondiali 2018 - Ottavi di finale                                        | -                                                                       | cap.                                                                    |
| Totale                                                                  |                                                                         | Presenze (7º posto)                                                     | 114                                                                     |                                                                         | Reti                                                                    | 2                                                                       |                                                                         |

## Palmarès

### Club

#### Competizioni nazionali
- Campionato giapponese: 1

Urawa Reds: 2006
- Campionato tedesco: 1

Wolfsburg: 2008-2009
- Coppa di Germania: 1

Eintracht Francoforte: 2017-2018

#### Competizioni internazionali
- AFC Champions League: 1

Urawa Red Diamonds: 2007
- UEFA Europa League: 1

Eintracht Francoforte: 2021-2022

### Nazionale
- Coppa d'Asia: 1

2011

### Individuale
- Giocatore internazionale asiatico dell'anno: 1

2018
- J. League Cup Premio Nuovo Eroe: 1

2004
- Squadra della stagione della UEFA Europa League: 1

2018-2019

## Opere
- The Order Of The Soul-56 Habits To Reach Victory, ToÌ„kyoÌ„ : GentoÌ„sha, 2014, ISBN 978-43-4442-143-1.